# Working Man's Café
Working Man's Café è il quarto album in studio da solista del cantautore britannico Ray Davies, noto come leader dei The Kinks. Il disco è uscito nel 2007.

## Tracce
1. Vietnam Cowboys
2. You're Asking Me
3. Working Man's Café
4. Morphine Song
5. In a Moment
6. Peace in Our Time
7. No One Listen
8. Imaginary Man
9. One More Time
10. The Voodoo Walk
11. Hymn for a New Age
12. The Real World